# Palawa kani
Palawa kani je umělý jazyk, který má sloužit jako rekonstrukce již vymřelých tasmánských jazyků. Jazyk vyvíjí Tasmanian Aboriginal Centre od roku 1992 jako rekonstrukci jazyka, kterým mluvili domorodí Tasmánci.

## Historie
Jazyky domorodých Tasmánců (tasmánské jazyky) vymřely v roce 1905, kdy zemřela poslední mluvčí, Fanny Cochrane Smith. Z tasmánských jazyků se nedochovaly téměř žádné záznamy, dochovalo se jen několik málo seznamů slov, několik vět a jedna domorodá píseň. Od roku 1992 vzniká nový jazyk palawa kani, který vychází právě z těchto několika zdrojů. Tvůrci jazyka na něj vznáší autorská práva, ale to je proti australskému zákonu.
Australský zákon o dvojích názvech z roku 2013 umožňuje pojmenovávat přírodní památky v Tasmánii jmény z jazyka palawa kani, například řeka Tamar nese nově také název Kanamaluka, nebo hora Mount Wellington nese nově název Kunanyi.

## Ukázka
Ukázka několika vět v palawa kani:
- Ya pulingina milaythina mana-mapali-tu. (překlad: Pozdrav pro všechny zde na naší zemi)
- Waranta takara milaythina nara takara. (překlad: Procházíme se, kde oni se jednou procházeli)